# Раиса Васиљева
Раиса Никоновна Васиљева (рус. Раиса Никоновна Васильева; Шматај 15. октобар 1948) руска је певачица и глумица.

## Каријера
Рођена је 15. октобра 1948. у селу Шматај, у Литванској ССР.
Од средине 1970-их, Раиса Васиљева је била једна од омиљених певачица председника Државне телевизијске и радио-дифузне компаније СССР Сергеја Лапина. Одмах након почетка совјетско-авганистанског рата 1980. године отишла је у Авганистан да пева пред интернационалистичке ратове. По повратку из Авганистана отишла је на велику турнеју по РСФСР-у.
Године 1983. добила је титулу Народног уметника РСФСР-а.
Слободан Милошевић је често слушао песме Васиљеве. Руски медији су објавили и аферу између Васиљеве и Милошевића, али ове тврдње никада нису потврдиле српске штампе. Такође, према информацијама Комсомолске Правде (један од најпознатијих руских листова), Раиса Васиљева је учествовала у крштењу нигерског генерала Абдурахмана Чианија.